# Henry Mosler
Henry Mosler (né le 6 juin 1841 à Tropplowitz et mort le 21 avril 1920 à New York), est un peintre américain, graveur sur bois, dessinateur et illustrateur qui a documenté la vie américaine, y compris les thèmes coloniaux, illustrations de la guerre de Sécession, et fait des portraits d'hommes et de femmes de la société.

## Biographie
Henry Mosler déménage avec sa famille à New York en 1849 alors qu'il a huit ans. Son père, Gustave Mosler, avait travaillé comme lithographe en Europe, mais à New York, il trouve du travail chez un fabricant de cigares et de tabac. En 1851, la famille déménage à Cincinnati (Ohio), site d'une communauté juive allemande importante. Henry, encore adolescent, entre en apprentissage chez un graveur sur bois, Horace C. Grosvenor, et apprend aussi les rudiments de la peinture grâce à un peintre paysagiste amateur, George Kerr.

## Carrière artistique

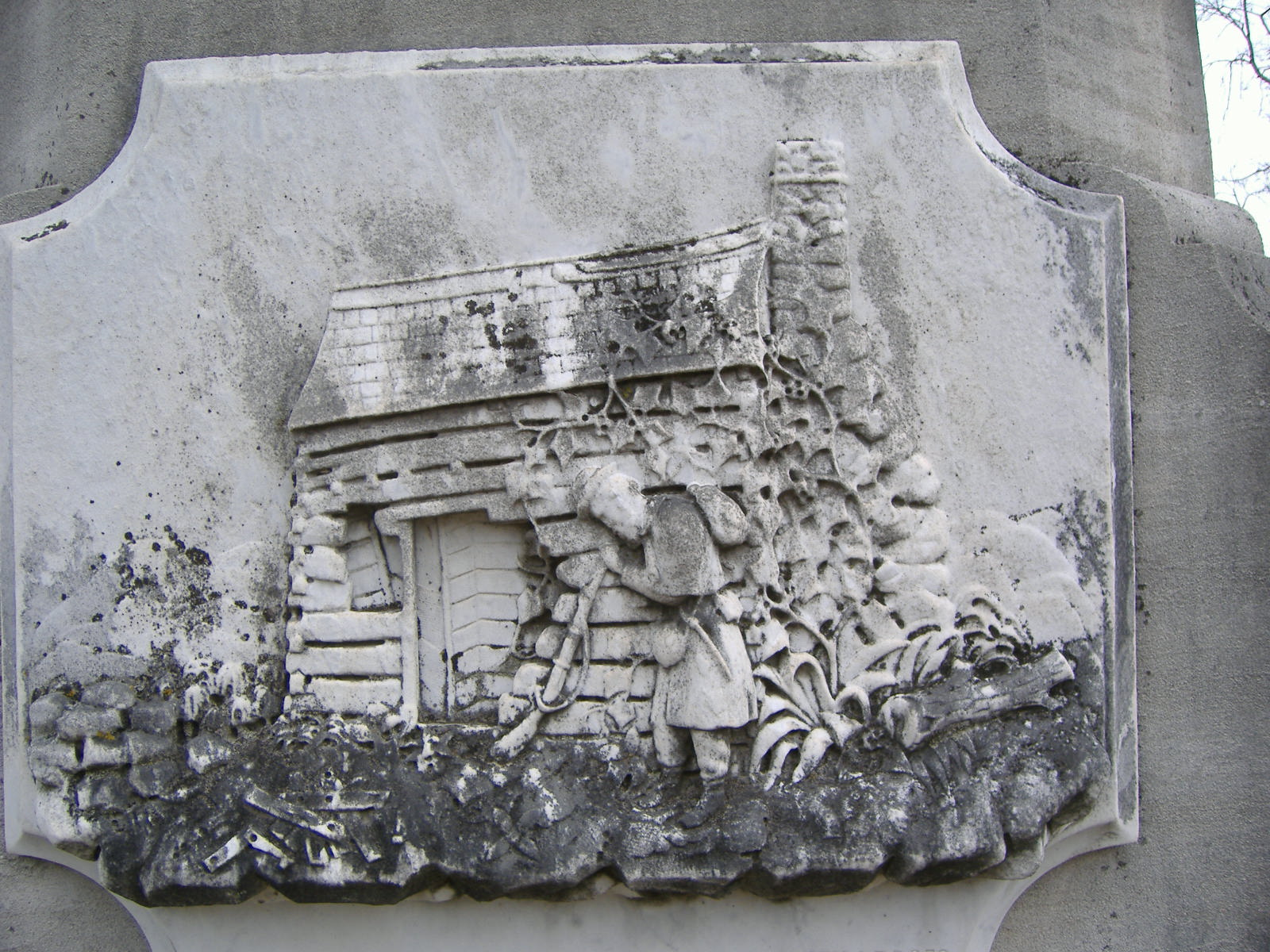
Bas-relief The Lost Cause (La Cause perdue)

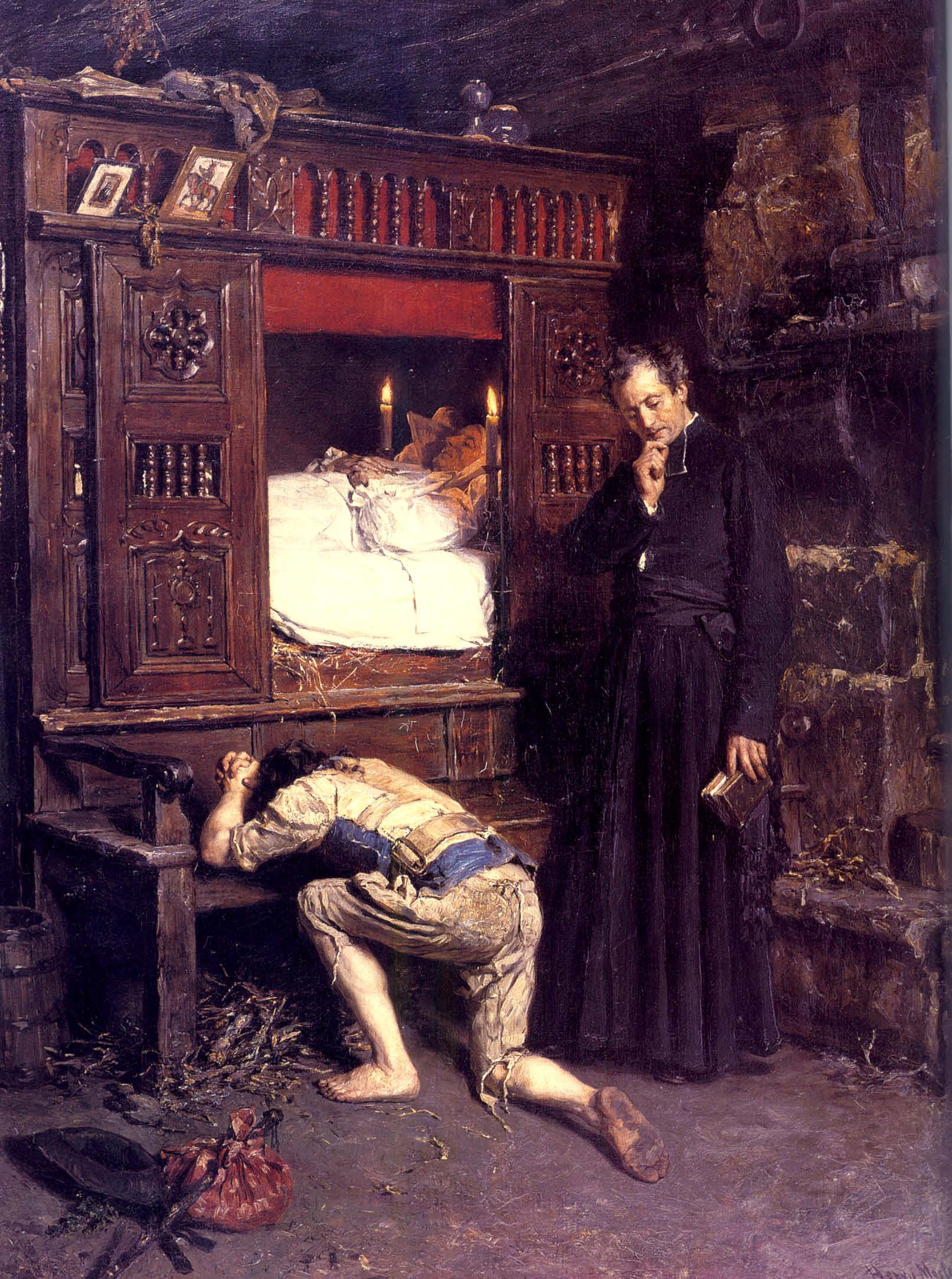
Le Retour du fils prodigue (1879, musée départemental breton de Quimper)

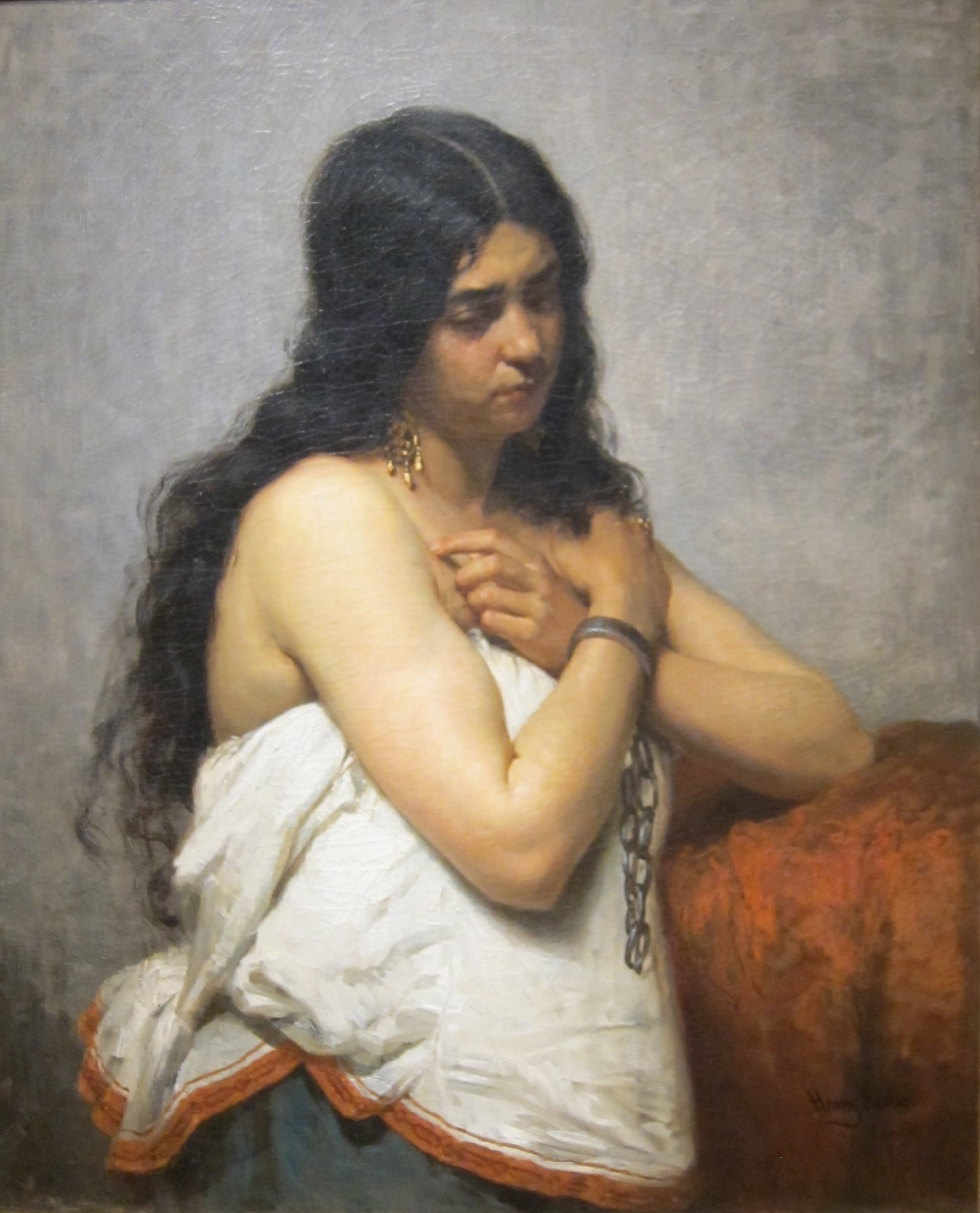
The Quadroon Girl, Cincinnati Art Museum

Après des études de dessin, Henry Mosler devient un dessinateur de bande dessinée sur papier à l'Omnibus (Cincinnati) en 1855. De 1859 à 1861, il étudie avec James Henry Beard, et de 1862 à 1863, pendant la guerre de Sécession, il sert en tant que correspondant de guerre de l'hebdomadaire Harper's weekly.
Comme la plupart des Juifs nordistes, Mosler était un fervent partisan de l'Union. Il est aide de camp de l'armée de l'Ohio, de 1861 à 1863, et publie 34 dessins dans Harper's weekly, 18 d'entre eux représentant la campagne du Kentucky et de l'Ohio en 1862 Il a également fait plusieurs portraits de généraux.
En 1863, Henry Mosler se rend à Düsseldorf, où pendant près de trois ans, il étudie à l'Académie royale, recevant l'enseignement de Heinrich Mücke et d'Albert Kindler (1833-1876), puis il se rend à Paris, où il étudie pendant six mois chez Ernest Hébert. Il revient à Cincinnati en 1866, où il reçoit  de nombreuses commandes de portraits. Son premier tableau célèbre The Lost Cause (La Cause perdue) est exposé à l'Académie américaine de design en 1868, suivi bientôt par le groupe Betsy Ross Making the First American Flag (Betsy Ross faisant le premier drapeau américain).
Après avoir épousé Sara Cahn en 1869 à Cincinnati, Henry Mosler est de retour en France en 1874, puis étudie à Munich pendant trois ans sous la direction de Carl Theodor von Piloty, remportant une médaille à la Royal Academy. En 1877, il revient en France, et pendant son séjour en Bretagne, notamment à Pont-Aven, il peint The Quadroon Girl et Early Care, qui tous deux ont été acceptés par le Salon de 1879. Son Retour [du fils prodigue], exposé au Salon de Paris de 1879, est la première peinture américaine jamais achetée pour le palais du Luxembourg. Il reçoit une médaille d'argent au Salon de Paris de 1889, et une médaille d'or à Paris en 1888 et à Vienne en 1893. Il reste en France jusqu'en 1894.
Henry Mosler « sillonna la région de Pont-Aven entre 1879 et 1884 où il peignit des scènes rurales au réalisme parfois exacerbé. Mosler s'inscrit dans la mouvance artistique de la fin du XIXe siècle faisant l'éloge la vie rurale et de ses valeurs profondes face à la montée de l'urbanisme et de l'industrialisation ».
En 1894, il déménage avec sa famille à New York, ouvrant un studio à Carnegie Hall. Il sert en tant qu'associé à l'Académie américaine de design, et  continue à peindre pendant les premières années du XXe siècle. Il meurt d'une crise cardiaque à l'âge de 78 ans.
Des tableaux de lui sont actuellement dans les collections du musée d'art d'Allentown, le musée d'art de Wichita, le Smithsonian American Art Museum, la Bibliothèque Huntington, le musée des beaux-arts de Boston, le musée d'art Morris à Augusta, le Sydney Art Museum, le Cincinnati Art Museum, le musée d'art de Richmond, les musées d'art de Springfield, dans le Massachusetts, et divers musées à New York.

## Œuvres
- Prêtre debout, écartant un rideau de la main droite (musée du Louvre, département des arts graphiques)[6]
- Prêtre debout, près d'une cheminée (musée du Louvre, département des arts graphiques)[8]

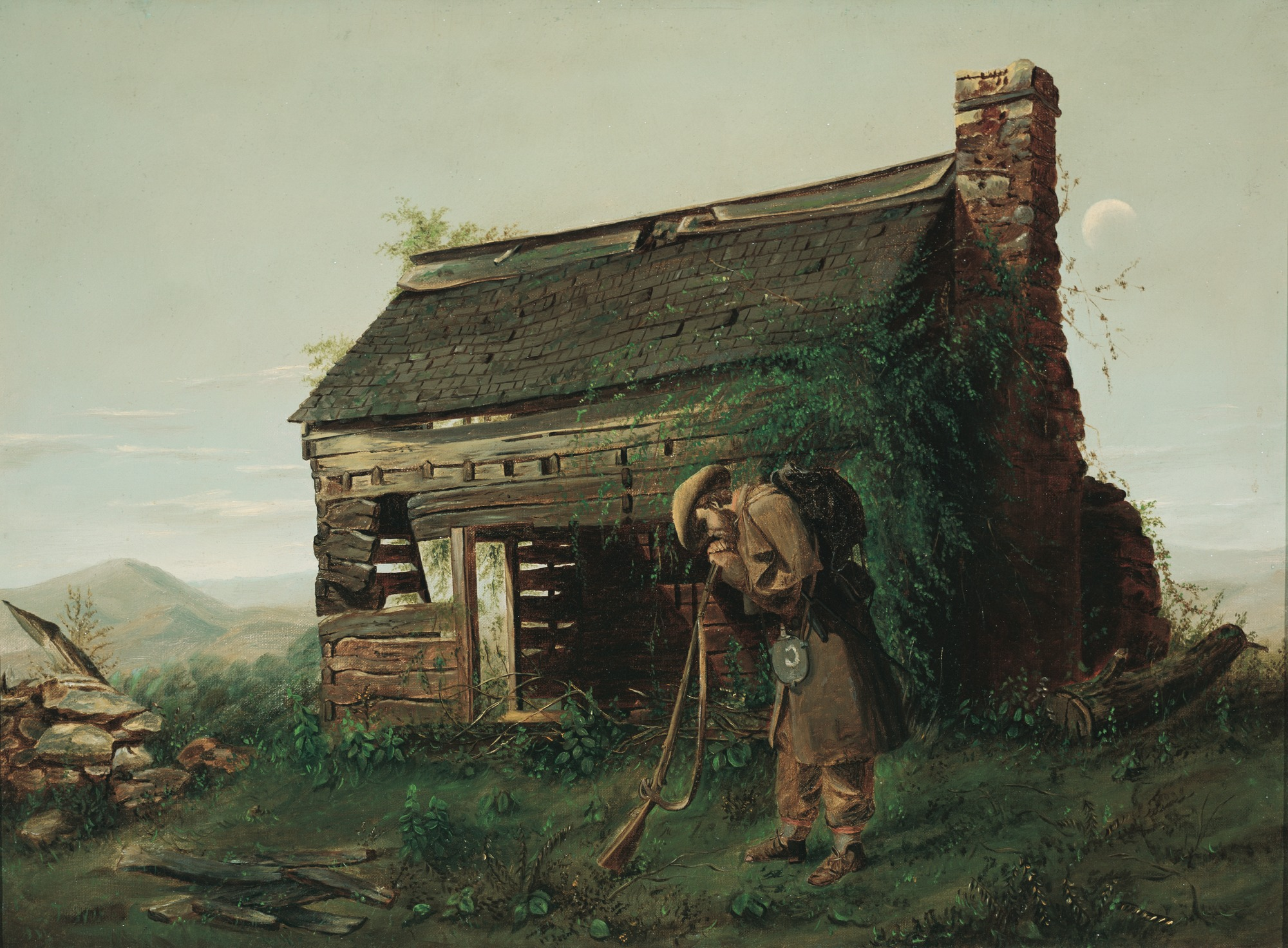
La Cause perdue (1869)
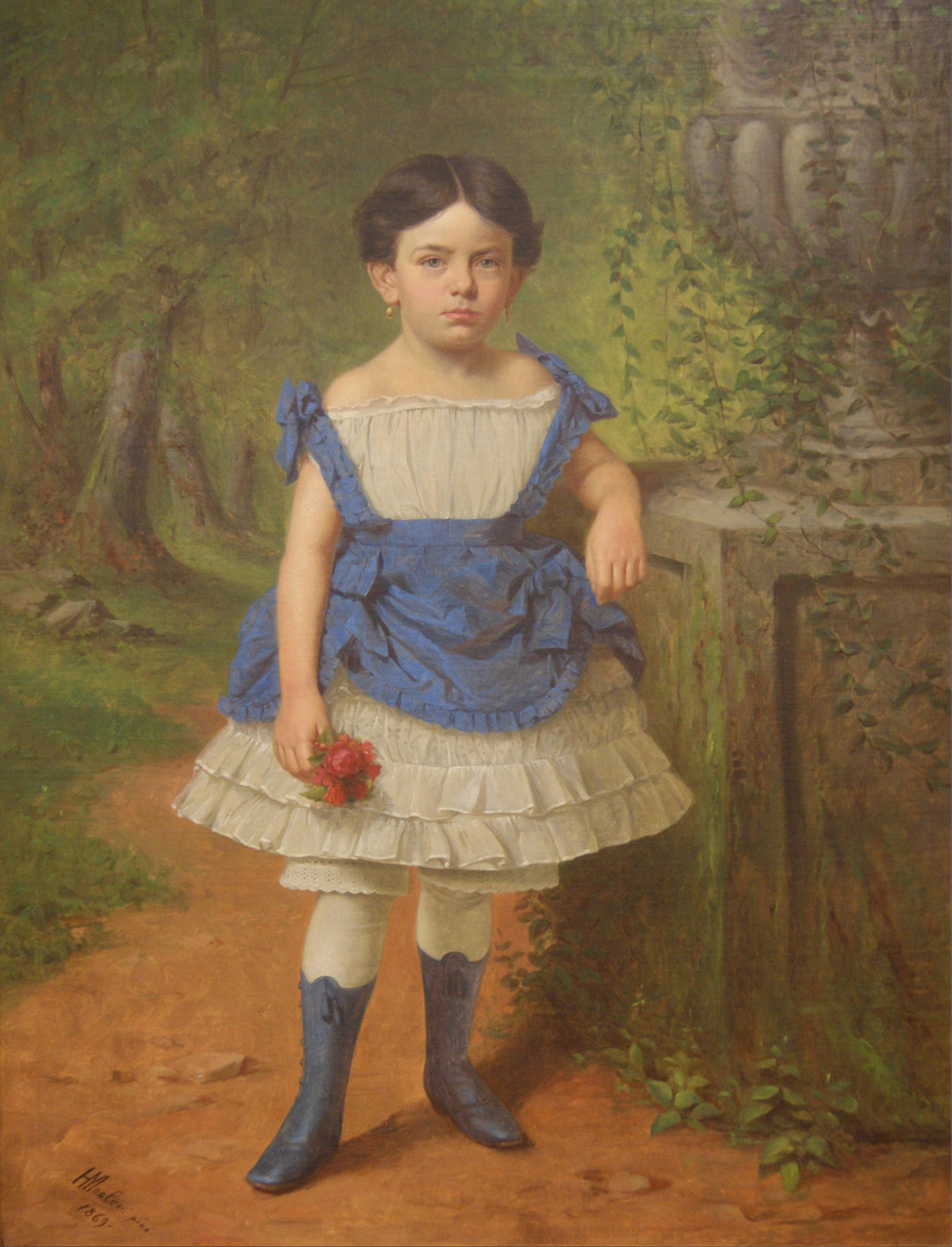
Portrait d'Élisabeth Moerlin (1869), Cincinnati Museum Center at Union Terminal.
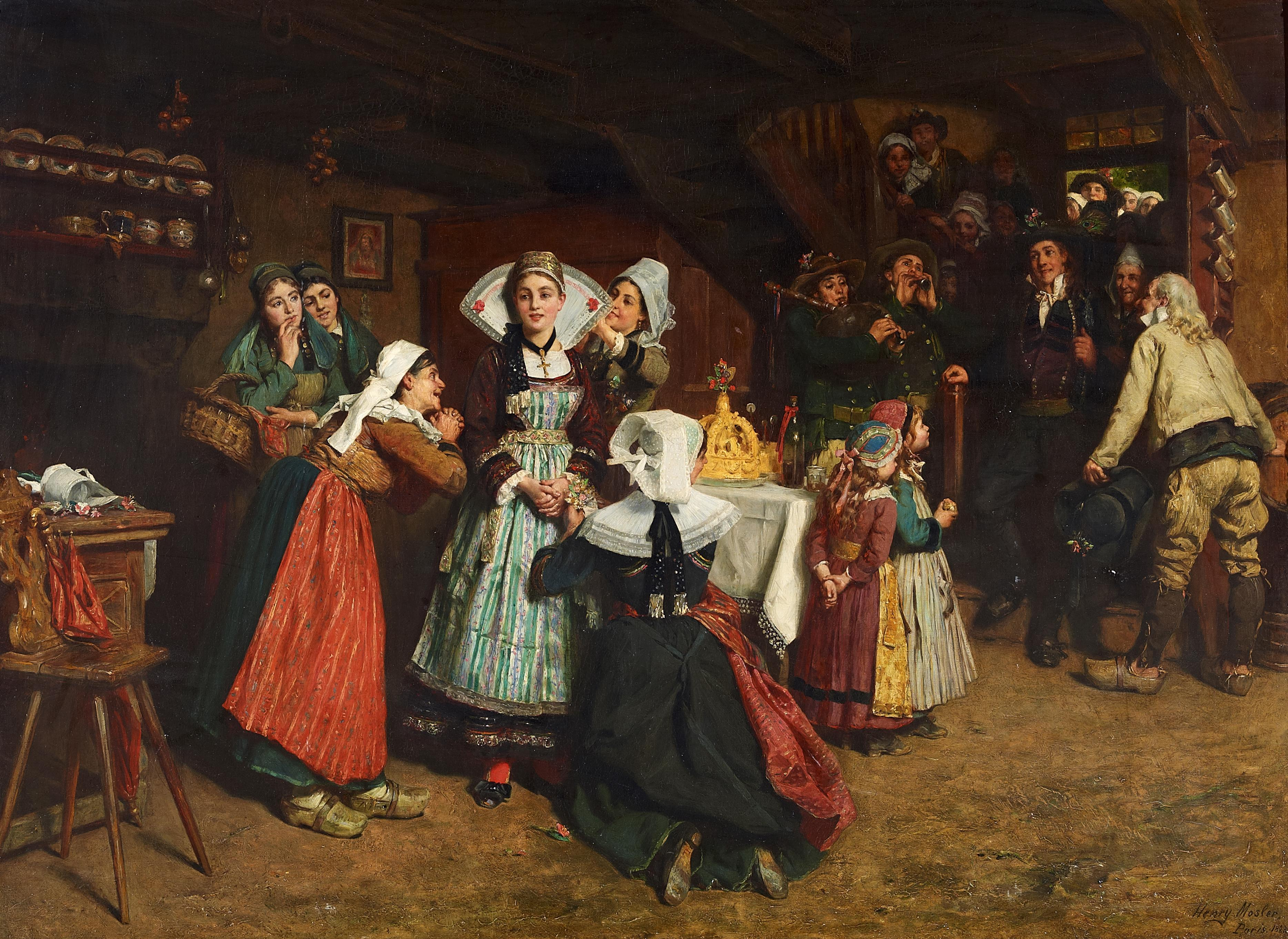
Am Hochzeitsmorgen (Brautschmückung) (1883)
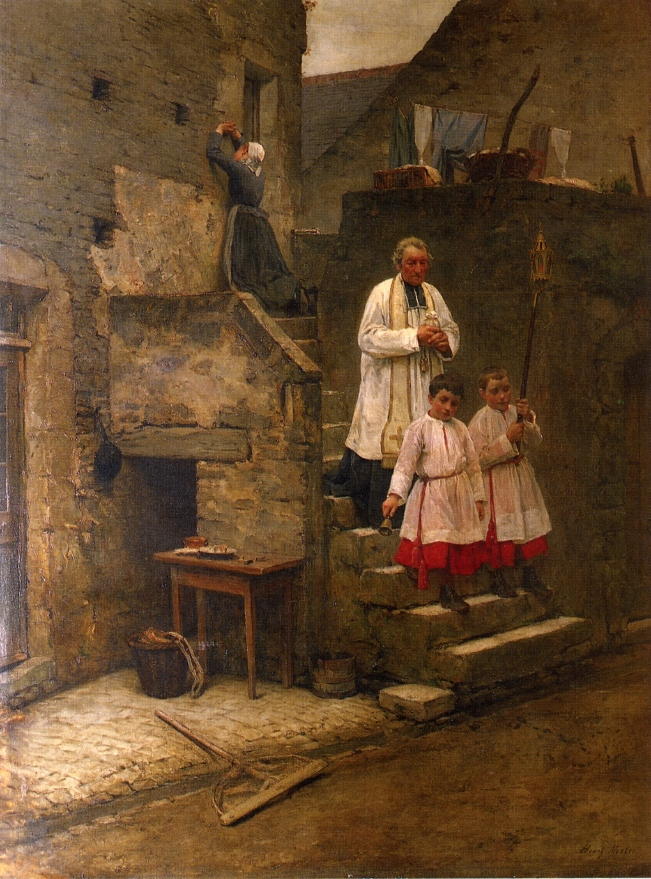
Les Derniers Sacrements (1884)
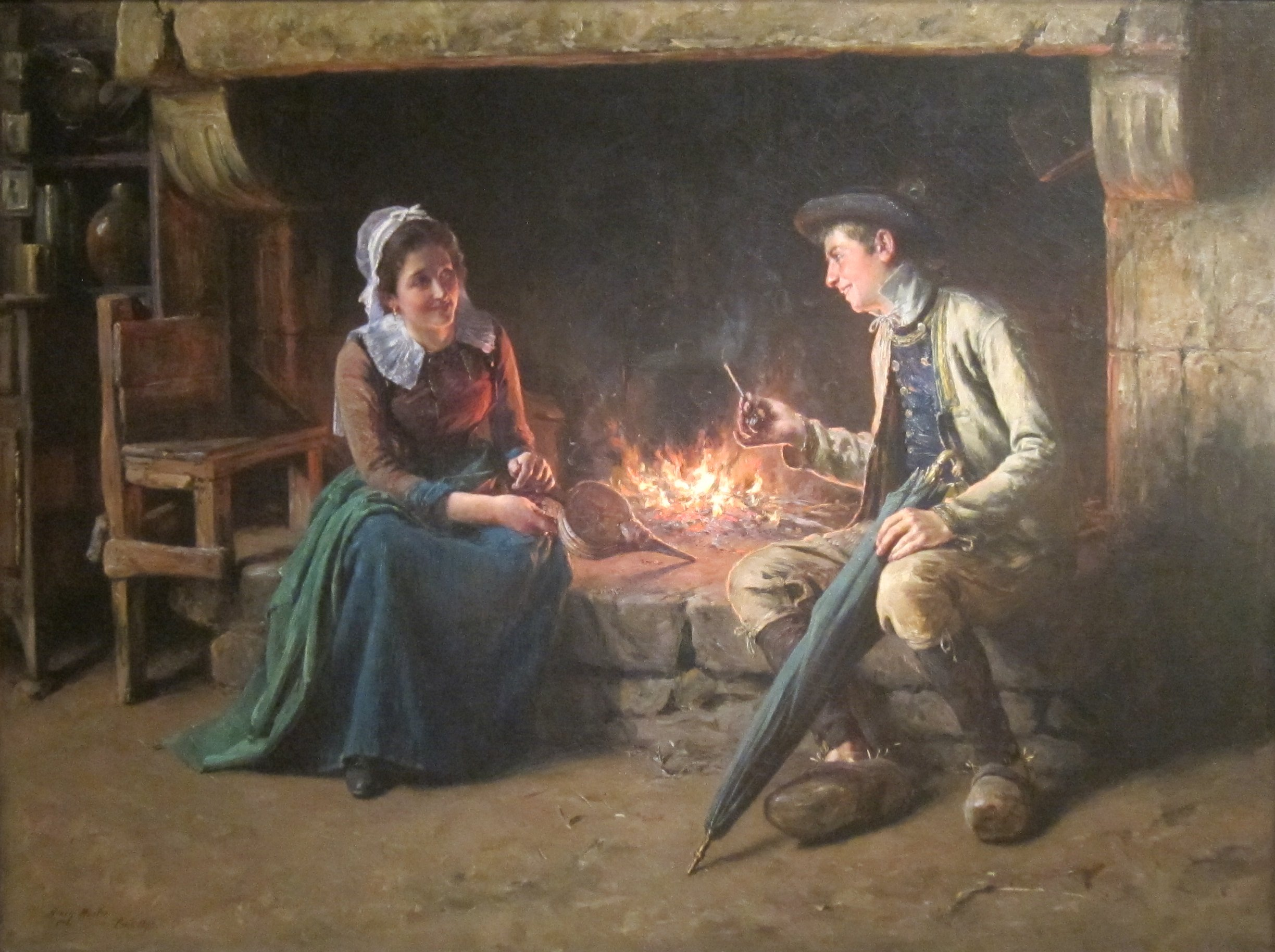
Coin de cheminée (1893), Cincinnati Museum Center.
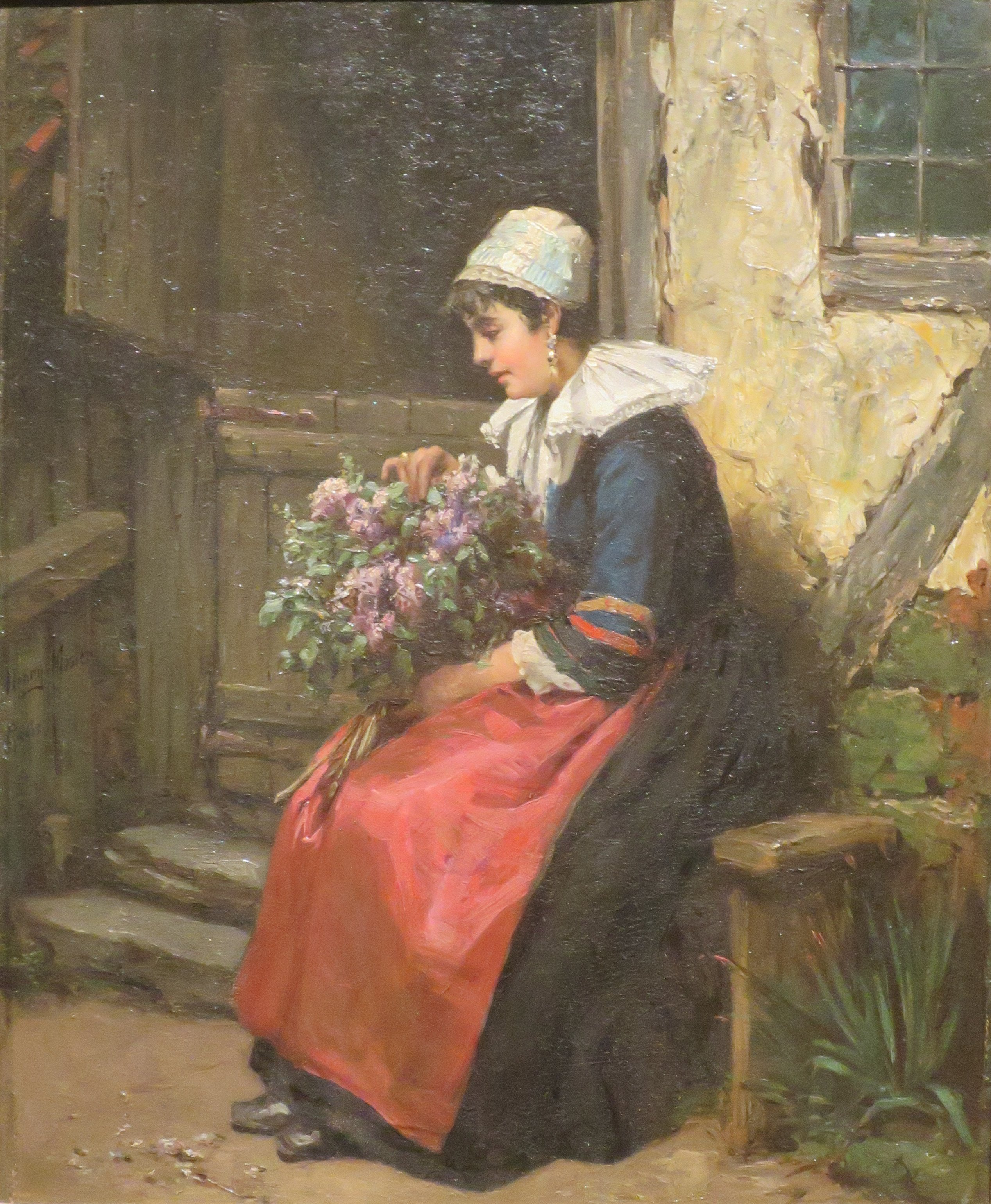
La Beauté, Dayton Art Institute.
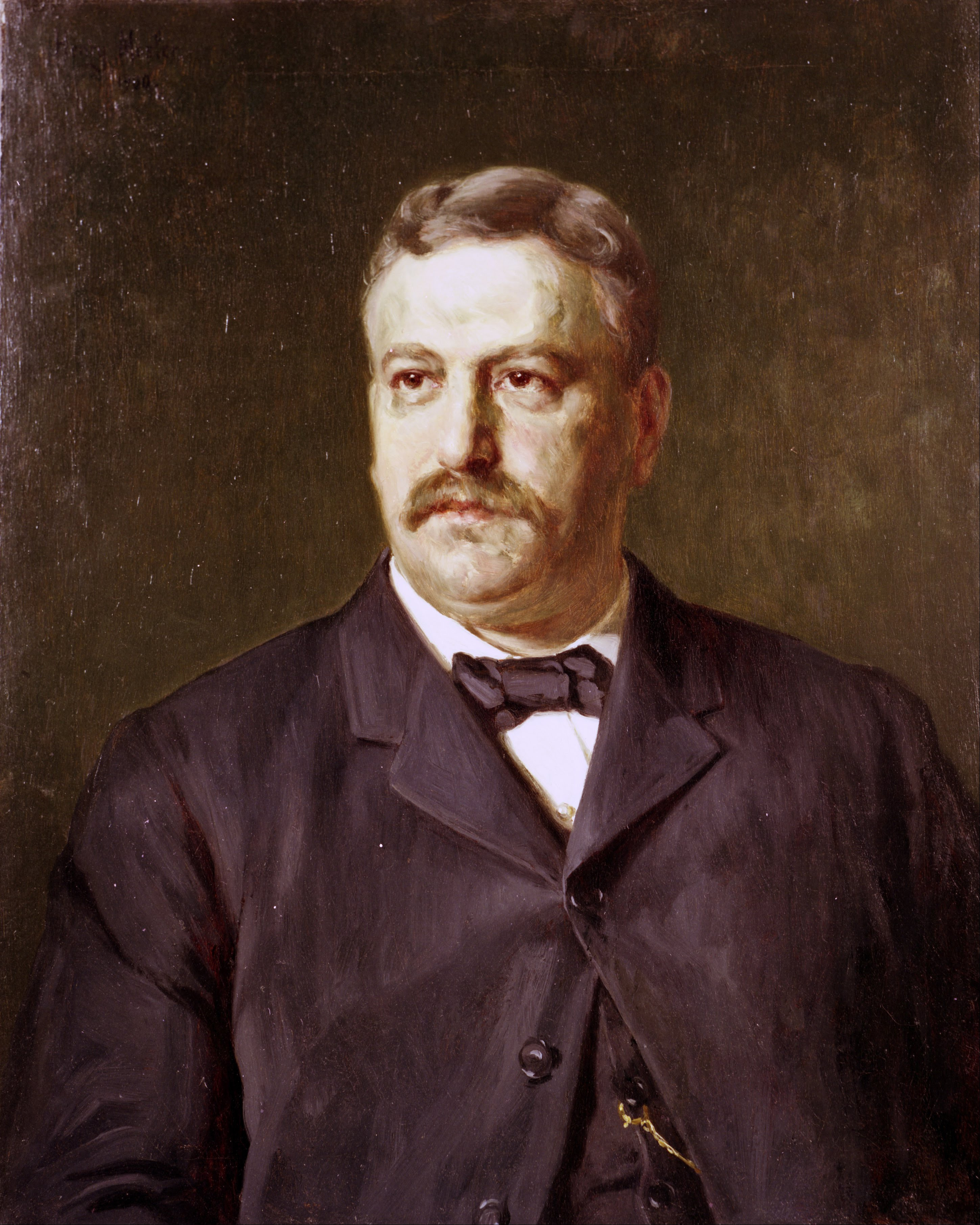
George B. Cox (1900), Cincinnati Museum Center.

## Histoire
The lost cause, publié le 1er novembre 1862 dans Harper's weekly est devenu un tableau emblématique dans la culture des Sudistes, largement diffusé comme une chromolithographie dans les années suivant sa création et encore de nos jours, chéri pour le tendre sens de la défaite qu'elle véhicule. Qu'elle ait été créée par un immigrant juif et unioniste pourrait sembler ironique, mais cette œuvre aurait été initialement commandée par Albert Berry, du Kentucky, un vétéran confédéré.

## Famille
Son fils, Gustave Henry Mosler était aussi un artiste peintre. Sa petite-fille, Audrey Skirball-Kenis (née Marx) était un philanthrope de Los Angeles, et fondatrice de la Skirball Cultural Center. Son arrière-petit-fils, John F. McCrindle, était un collectionneur d'art et mécène des artistes et des écrivains, la fondation de la Fondation Joseph F. McCrindle d'attribution de subventions aux arts, à la musique, et des organisations de justice sociale [pas clair].

## Archives
- Les archives d'Henry Mosler se trouvent aux Archives of American Art[10].